# Goel Razon

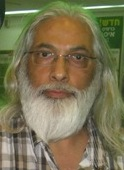
Goel Razon

Goel Razon (auch Goel Ratzon; * ca. 1950) ist ein in Tel Aviv lebender selbsternannter jüdischer Messias, Sektenguru und Polygamist.
Bis zu seiner Festnahme im Januar bzw. Anklage im Februar 2010, bei der ihm Vergewaltigung, Versklavung und Betrug zur Last gelegt werden, lebte er mindestens seit 1993 mit annähernd 40 Frauen zusammen (mit siebzehn von ihnen war er verheiratet), die er wie Sklavinnen hielt und mit denen er Dutzende von Kindern gezeugt hat. Auch mit den Töchtern seiner „Ehefrauen“ hatte er sexuellen Umgang.
Der Guru mit langem weißem Haar und weißem Bart – in den Medien Israels Josef Fritzl genannt – habe sich laut Anklageschrift innerhalb seiner Großfamilie einen „Status der Allmacht“ verschafft und habe die Familienmitglieder mithilfe seines „magischen Einflusses“ sowie drakonischer Verhaltensregeln, Geldstrafen und Züchtigungen gefügig gemacht.
Razon wird auch wegen sexuellen Missbrauchs Minderjähriger angeklagt.